# Barbier

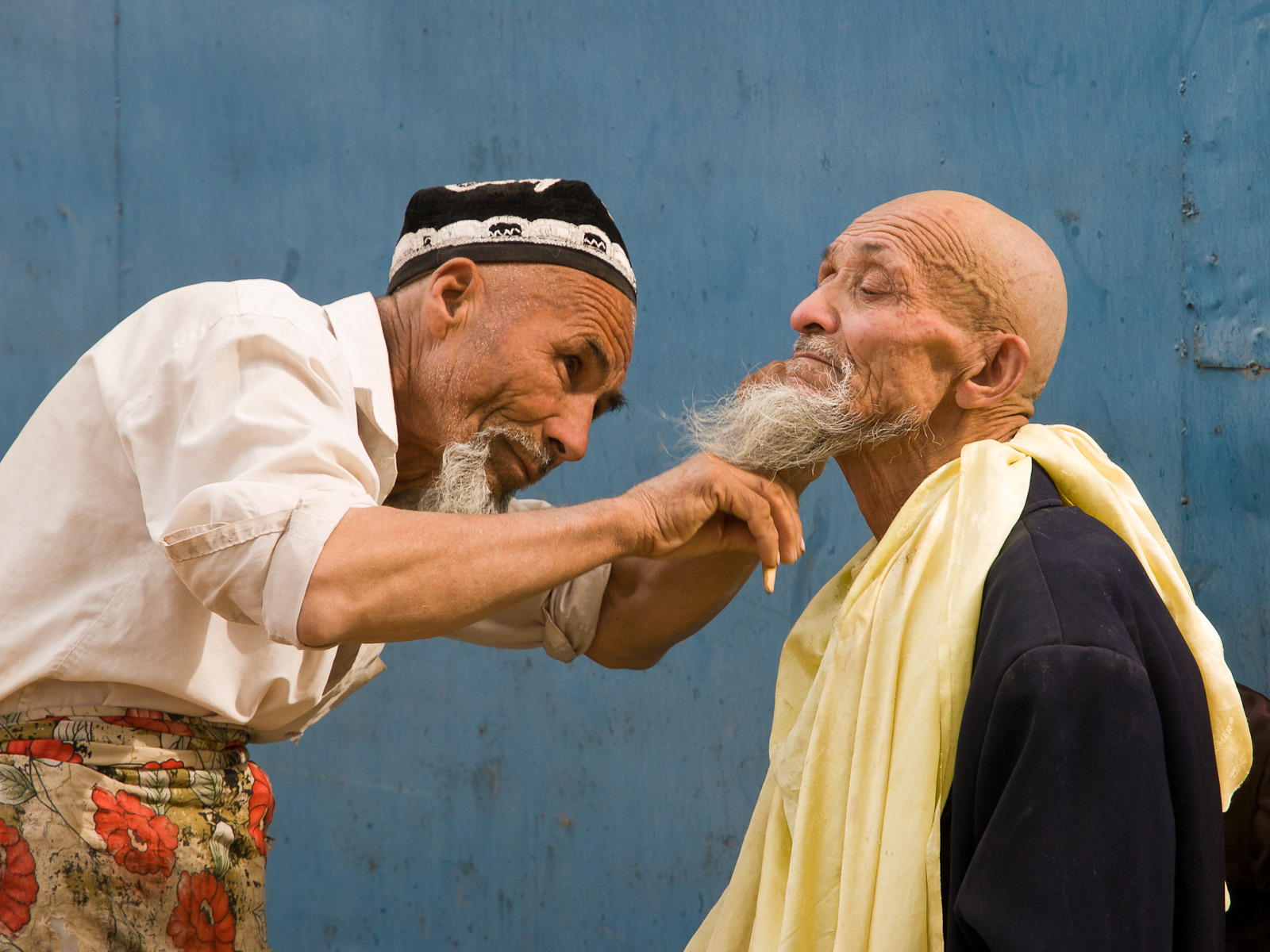
Ein Barbier in Kaschgar, China

Barbier (wie italienisch barbiere und französisch barbier von spätlateinisch barbarius „Bartscherer“, von lateinisch barba „Bart“), frühneuhochdeutsch auch Barbierer. Ein Barbier behandelt männliche Kunden, er schneidet, frisiert oder rasiert das Barthaar der Männer und ist in Deutschland im Gegensatz zum Friseur kein Handwerksberuf. Für Dienstleistungen am Haupthaar ist nach deutschem Recht eine dreijährige Ausbildung mit Abschlussprüfung erforderlich.
Im Mittelalter und in der beginnenden Neuzeit arbeiteten Barbiere in Europa und in Ländern des Orients in Badehäusern. 
In den europäischen Badestuben übernahmen sie verschiedene Aufgaben im Bereich der Körperpflege. Auch Badeknechte, Wundärzte bzw. Barbierchirurgen und Krankenpfleger wurden als Barbiere, Barbierer oder Balbierer bezeichnet. Ihnen oblagen auch Zahnextraktionen, Aderlässe und Klistiere.
In der Neuzeit wandelte sich das Berufsbild zum Herrenfriseur, der gleichermaßen Haarschnitte und Frisuren wie auch die Rasur beziehungsweise Pflege des Bartes anbot. Im 20. Jahrhundert starb das Berufsbild des Herrenfriseurs in Europa nahezu aus. Seit etwa 2010 erlebt diese Sparte des Friseurhandwerks jedoch eine Renaissance. In der Szene der modernen Barbiere werden auch im deutschen Sprachraum häufig englische Bezeichnungen verwendet: Barber für den Barbier und Barbershop für dessen Salon.

## Geschichte

### Mittelalter
In Europa kannte man bereits im 8. Jahrhundert den Barbier (als für die Rasur zuständigen rasator bzw. den Aderlass praktizierenden sanguinator). In einer 1284 oder 1285 verfassten Bestimmung, die das Handwerk der zunftmäßig organisierten Barbiere in Venedig regelte, wurde festgestellt, dass zum Aufgabengebiet auch Aderlass und die Zahnextraktion, aber auch die sonstige Zahnbehandlung gehörte. Ein Relief des 13. Jahrhunderts am Hauptportal von San Marco in Venedig zeigt die durch Barbiere ausgeführte Rasur und Zahnbehandlung. Die Barbiere (oder Bartscherer, von mittelhochdeutsch bartscheraere) haben sich vermutlich aus den Baderknechten entwickelt und auf einige bestimmte Aufgaben der Bader spezialisiert. Eine frühe Erwähnung der Barbiere findet sich 1397 in einem Amtsbrief in Köln. Barbierzünfte sind in den Hansestädten ab der zweiten Hälfte des 15. Jahrhunderts zu finden: 1457 in Danzig, 1480 (Barbierrolle) in Lübeck, 1486 in Hamburg.
Barbiere wurden auch Trockenscherer genannt, da sie, anders als die Bader, kein Warmbad anboten.
Da in einem Warmbad männliche wie auch weibliche Menschen vollkommen ohne Kleidung waren, konnten Krankheiten somit sehr leicht übertragen werden. Bader waren in den Augen der Barbiere wenig angesehen.
Barbiere besorgten zunächst das Haareschneiden und „trockene“ Rasieren. Zudem behandelten die zum Teil mit Fachliteratur belesenen Barbiere auch Wunden, Knochenbrüche, zogen Zähne, machten Aderlass oder stellten Salben her.
Im Mittelalter bis in die Frühe Neuzeit galt der Beruf des Barbiers als „ehrlos“ und damit als unehrlicher Beruf. In den städtischen Ständegesellschaften des Mittelalters wurden Kinder aus Barbierfamilien daher meist von der Aufnahme in andere Zünfte ausgeschlossen. Erst Mitte des 16. Jahrhunderts erhielten sie durch Reichsgesetze der Jahre 1548 und 1577 die Möglichkeit, ein anderes Handwerk zu erlernen.
Auch im Orient arbeiteten Barbiere (arabisch muzayyin, Plural muzayyūn) im Mittelalter im öffentlichen Badehaus (Hamam). Männer konnten sich hier die Haare schneiden und den Bart rasieren lassen. In manchen Hamams, insbesondere in den größeren Bädern, waren dafür eigens Barbiere angestellt, andernfalls übernahm ein anderer Mitarbeiter diese Aufgabe, etwa ein Badeknecht. Häufig wurde dem Kunden nicht nur der Bart, sondern auch das gesamte Kopfhaar abrasiert. Frauen gingen entweder in ein Badehaus für Frauen oder sie nutzten das Badehaus abwechselnd mit den Männern, aber ihnen wurden dort nicht die Haare geschnitten. Erst in der Neuzeit wurden Barbiere selbständig. Sie arbeiten seitdem in eigenen Salons und sind nicht mehr in den Badehäusern anzutreffen.

### 19. Jahrhundert
Mit Entwicklung und Professionalisierung der Ärzte im frühen 19. Jahrhundert suchten sich die Barbiere weiter zu spezialisieren. Mit den Perücken entstand der Zweig der Perückenmacher, der mit Ludwig XIII. seine Hochsaison bekam, da dieser frühzeitig kahl wurde, aber auf eine volle Haarpracht nicht verzichten wollte.
1889 wurde der Verband der Barbier-, Friseur- und Perückenmachergehilfen Deutschlands gegründet. Auf seinem dritten Kongress in Köln (1892), der Verband hatte damals 19 Zweigvereine mit 636 Mitgliedern, benannte er sich um in Verband deutscher Barbiere, Friseure und Perückenmacher. Auf dem vierten Kongress in Berlin (1894) wurde eine Kommission gewählt, die eine umfangreiche Denkschrift über die schlechten Arbeitsbedingungen für den Gesetzgeber erarbeitete. Darin wurde die Arbeitszeit in Norddeutschland mit „durchschnittlich 100 bis 105 Stunden wöchentlich“ angegeben. Die Denkschrift wurde am 5. März 1895 beim Bundesrat und beim Reichstag eingereicht. Die Sonntagsruhe im Friseurgewerbe – eine Hauptforderung des Verbandes – wurde am 1. April 1895 gesetzlich geregelt. Der Verband brachte eine eigene Zeitschrift heraus, zunächst mit dem Titel Der Kundschafter, ab 1895 mit dem neuen Namen Barbier- und Friseur-Zeitung (später Friseurgehilfen-Zeitung). 1896 waren 500 Mitglieder in 24 Zweigvereinen organisiert.

### 20. Jahrhundert
Mit der Erfindung des Rasierhobels gegen Ende des 19. Jahrhunderts gingen viele Männer dazu über, sich selbst zu rasieren, wodurch die Rasur beim Barbier oder Herrenfriseur zur Ausnahme geworden ist. In den 1960er Jahren entstanden gemischte Friseursalons mit Damen und Herren als Kundschaft. Dieses Geschäftsmodell setzte sich schließlich durch. Bei der Friseurausbildung wurde keine spezialisierte Ausbildung für Barbiere mehr angeboten, obwohl diese anders arbeiten als Damenfriseure. Ein niederländischer Barbier erklärt dazu: „Ein Barbier arbeitet zum Beispiel viel mehr mit der Haarschneidemaschine und wäscht die Haare erst nach dem Schneiden.“
Barbiere und Bader gab es in Deutschland bis etwa 1930 als staatlich geprüfter Bader.

### 21. Jahrhundert
In den 2010er Jahren wurde das Berufsbild des Barbiers in Deutschland wiederbelebt, als immer mehr sogenannte Barbershops gegründet wurden, die sich auf männliche Kundschaft fokussieren und anspruchsvolle Bartpflege anbieten. Zusätzlich wird als Dienstleistung oftmals auch Haarschnitt angeboten, für diesen ist nach deutschem Recht eine Handwerksausbildung erforderlich. Bietet ein Barbershop diese Friseurleistungen an, wird ein Meisterbrief verlangt. Die Zahl der Barbershops in Deutschland wuchs von rund 250 im Jahr 2015 binnen eines Jahres auf etwa 400 bis 500 an. Im Jahr 2019 berichtete ein Barbier: „Plötzlich eröffnet an jeder Ecke ein Barber-Shop. Das explodiert gerade.“ 
Im selben Zusammenhang erscheinen seitdem auch die sonst eher in den USA üblichen Barber-Pole-Säulen als Kennzeichen ihrer Läden. 
Im Jahr 2015 fand auf der Nürnberger Friseurfachmesse „Haare“ erstmals ein Barbier-Wettbewerb in Deutschland statt. Verliehen wurde der German Barber Award 2015 mit acht Teilnehmern im Finale. Beim German Barber Award 2016 war unter den 15 Konkurrenten im Finale auch eine Frau. 2017 wurde der Wettbewerb international: Im Rahmen der Friseur-Fachmesse Haare konnten sich Barbiere aus ganz Europa für den International Barber Award sowie die Auszeichnung als Best Senior Barber bewerben. Bei den International Barber Awards 2018 kamen von hunderten Bewerbern 60 in die Vorrunden-Wettbewerbe, die in verschiedenen europäischen Städten ausgetragen wurden. Im Finale in Nürnberg mit 19 Teilnehmern errangen zwei Barbierinnen aus Sofia (Bulgarien) und Oslo (Norwegen) den Sieg und Platz zwei.

## Zeugnisse

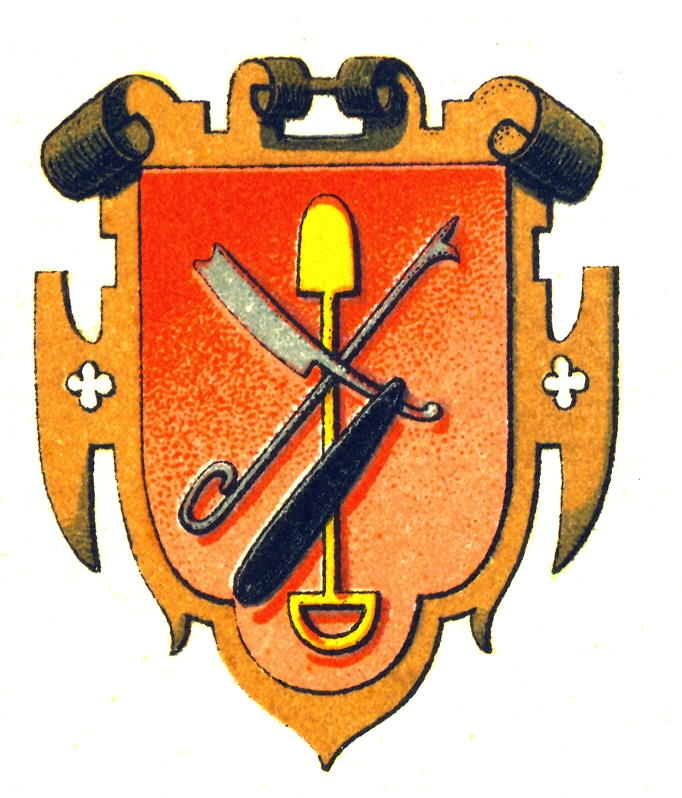
Zunftwappen der Barbiere
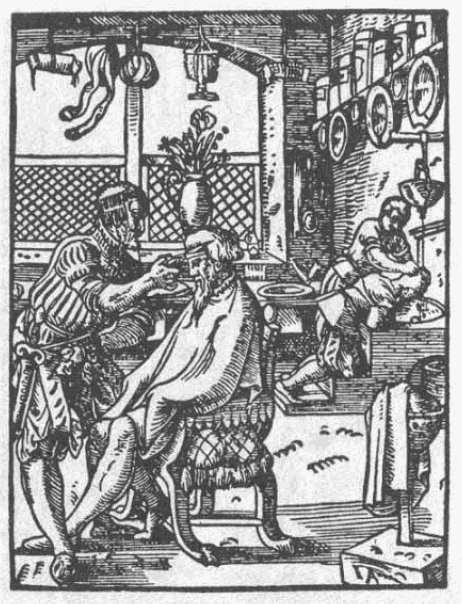
Barbier (1568)
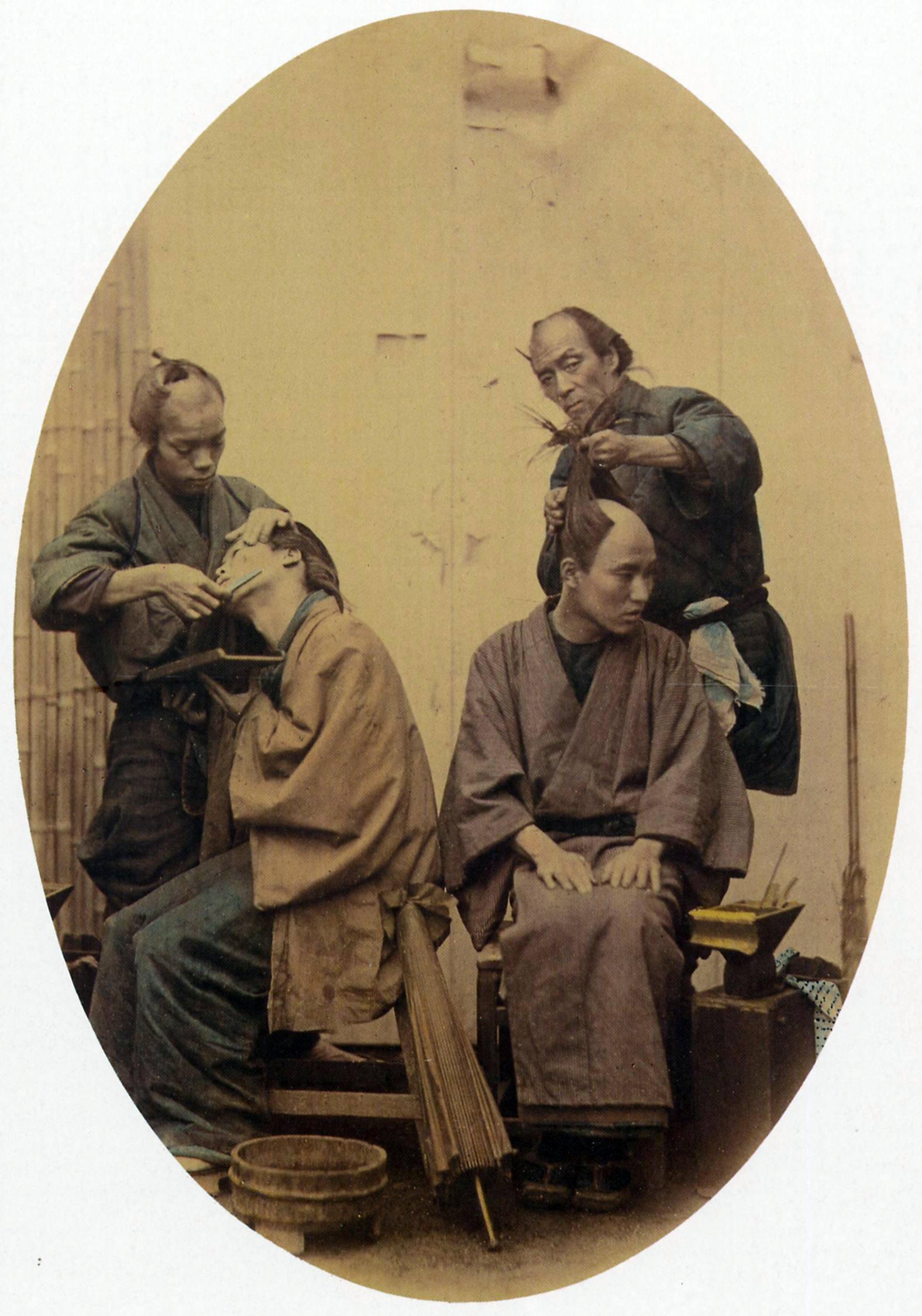
Barbiere in Japan (1850)
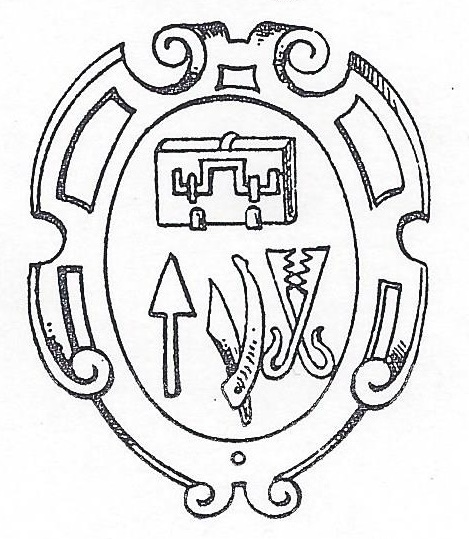
Danziger Barbierersiegel

## Kultur
- Der Barbier von Sevilla (Opera buffa)
- Sweeney Todd (Musical)
- Sweeney Todd – Der teuflische Barbier aus der Fleet Street